# Gustáv Reuss
Gustáv Reuss ( * 1818 - 1861 ) fue un famoso escritor de ciencia ficción, astrónomo, botánico eslovaco. Su padre, Samuel fue un miembro activo de la sociedad científica Malohont y uno de los primeros en iniciar recopilaciones de cuentos populares de Eslovaquia. Esa actividad fue continuada por sus hijos Luis y Gustáv, los compiladores del Codex Revúcka: una colección de cuentos populares.
Estudió medicina en Viena y Budapest, y su interés por la ciencia le llevó a estudiar astronomía.

## Honores
- Premio de Ciencia Ficción Gustáv Reuss

### Epónimos
- (Rubiaceae) Reussia Dennst.[1]

- La abreviatura «G.Reuss» se emplea para indicar a Gustáv Reuss como autoridad en la descripción y clasificación científica de los vegetales.[2]